# Kanton Rocafuerte
Der Kanton Rocafuerte befindet sich in der Provinz Manabí im Westen von Ecuador. Er besitzt eine Fläche von 280 km². Im Jahr 2022 lag die Einwohnerzahl bei rund 42.700. Verwaltungssitz des Kantons ist die Kleinstadt Rocafuerte mit 9204 Einwohnern (Stand 2010).

## Lage
Der Kanton Rocafuerte liegt südzentral in der Provinz Manabí. Das Gebiet liegt im Küstenhinterland. Der Río Portoviejo durchquert den Kanton in nordnordwestlicher Richtung. Der Hauptort Rocafuerte liegt 11,5 km von der Pazifikküste entfernt. Die Provinzhauptstadt Portoviejo befindet sich 15 km südlich von Rocafuerte.
Der Kanton Rocafuerte grenzt im Norden an die Kantone Sucre und Tosagua, im Osten an den Kanton Junín sowie im Süden und im Westen an den Kanton Portoviejo.

## Verwaltungsgliederung
Der Kanton Rocafuerte ist deckungsgleich mit der gleichnamigen Parroquia urbana („städtisches Kirchspiel“).

## Geschichte
Der Kanton Rocafuerte wurde am 30. September 1852 eingerichtet.
Entwicklung der Einwohnerzahl im Kanton Rocafuerte bei landesweiten Volkszählungen zum jeweiligen Gebietsstand:
| Jahr                    | Einwohner | +/-    |
| ----------------------- | --------- | ------ |
| 1950                    | 26.487    | –      |
| 1962                    | 37.020    | 39,8 % |
| 1974                    | 44.931    | 21,4 % |
| 1982                    | 51.003    | 13,5 % |
| 1990                    | 26.021    | −49 %  |
| 2001                    | 29.321    | 12,7 % |
| 2010                    | 33.469    | 14,1 % |
| 2022                    | 42.688    | 27,5 % |
| Datenherkunft: Wikidata |           |        |